# Mario Konzett
Mario Konzett (* 4. Juni 1962 in Grabs) ist ein ehemaliger Liechtensteiner Skirennläufer.

## Biografie
Konzett trat bei den Olympischen Winterspielen 1984 in Sarajevo im Slalom- und Riesenslalomrennen teil, schied jedoch beide Male aus. Danach war er 20 Jahre in leitenden Positionen bei Liechtensteiner und Schweizer Banken im Bereich Private Banking tätig. Seit 1. Oktober 2013 ist er Leiter des Ausländer- und Passamts in Vaduz. Er ist verheiratet und hat zwei Kinder. Seine Schwester Ursula war ebenfalls als Skirennläuferin aktiv.